# Elwro 441 Bolek

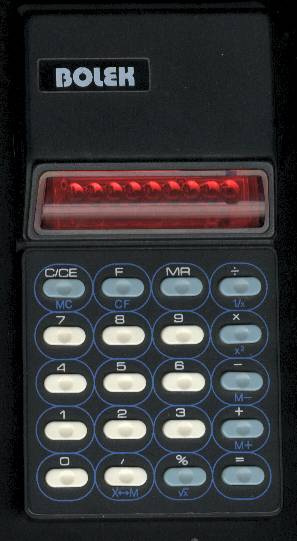
Elwro 441 Bolek

Elwro 441 Bolek – prosty kalkulator produkowany przez Wrocławskie Zakłady Elektroniczne Mera-Elwro. 
Funkcje: cztery podstawowe działania matematyczne, pamięć, obliczanie procentów, odwrotności, pierwiastka kwadratowego, podnoszenie do kwadratu oraz zamiana rejestru pamięci z liczbą na wyświetlaczu. Zasilanie – bateria 9 V 6F22, 6LR61 lub sieciowe przy pomocy zewnętrznego zasilacza. Wyświetlacz LED – 8 cyfr znaczących.
Wadą kalkulatora była słaba widzialność wyświetlanych cyfr przy jaskrawym świetle, krótki czas działania baterii i niepewna w działaniu klawiatura. W identycznej obudowie produkowany był kalkulator naukowy Elwro 481 Lolek.